# Pteris laurea
Pteris laurea är en kantbräkenväxtart som beskrevs av Nicaise Augustin Desvaux. Pteris laurea ingår i släktet Pteris och familjen Pteridaceae. Inga underarter finns listade.